# SN 2011gd
SN 2011gd – supernowa typu Ib odkryta 28 sierpnia 2011 roku w galaktyce NGC 6186. W momencie odkrycia miała maksymalną jasność 18,70m.